# Jelena Wiktorowna Breschniwa
Jelena Wiktorowna Breschniwa (russisch Елена Викторовна Брежнива; englische Transkription Elena Brejniva; * 4. Januar 1990 in Tula) ist eine ehemalige russische Radsportlerin.
2011 gewann Jelena Wiktorowna Breschniwa gemeinsam mit  Jekaterina Gnidenko den Teamsprint-Wettbewerb des Memorials Alexander Lesnikow. Bei den nationalen Bahnmeisterschaften im selben Jahr wurde sie jeweils Zweite im Keirin, im 500-Meter-Zeitfahren und im Teamsprint, gemeinsam mit Gnidenko. 2013 wurde Breschniwa zweifache russische Meisterin, im Keirin sowie im Teamsprint, mit Olga Strelzowa.
Bei den UEC-Bahn-Europameisterschaften 2013 in Apeldoorn errang Jelena Breschniwa gemeinsam mit Olga Strelzowa den EM-Titel im Teamsprint. 2014 konnte sie diesen Erfolg gemeinsam mit Anastassija Woinowa wiederholen und wurde zudem Vize-Europameisterin im Keirin.
Im Januar 2016 wurde Breschniwa wegen eines Dopingverstoßes rückwirkend von Juni 2015 an für vier Jahre gesperrt. Die Art des Verstoßes nannte die russische Anti-Doping-Agentur (RUSADA) zunächst nicht, sie soll jedoch einen Dopingtest verpasst haben. Später wurde bekannt, dass sie Wachstumshormone zu sich genommen haben soll. Der russische Nationaltrainer ging davon aus, dass diese Sperre das Ende ihrer Radsportkarriere zur Folge habe.

## Palmarès
2011
- U23-Europameisterschaft – Teamsprint (mit Jekaterina Gnidenko)

2012
- Bahn-Europameisterschaften – Keirin
- U23-Europameisterschaft – Keirin
- U23-Europameisterschaft – 500-Meter-Zeitfahren

2013
- Bahn-Europameisterschaften – Teamsprint (mit Olga Strelzowa)
- Russische Meisterin – Keirin
- Russische Meisterin – Teamsprint (mit Olga Strelzowa)

2014
- Bahn-Europameisterschaften – Teamsprint (mit Anastassija Woinowa)
- Bahn-Europameisterschaften – Keirin

## Teams
- 2012 Petroholing Leningrad